# Відкритий чемпіонат Франції з тенісу 1980
Відкритий чемпіонат Франції з тенісу 1980  — тенісний турнір, що проходив на відкритому повітрі на ґрунтових кортах Стад Ролан Гаррос у Парижі з 26 травня по 8 червня 1980 року. Це був 79 Відкритий чемпіонат Франції, другий турнір Великого шолома в календарному році. 

## Огляд подій та досянень
Бйорн Борг утретє поспіль виграв турнір в одиночному розряді серед чоловіків. Загалом це була його 9-а перемога в турнірах Великого шолома.  
У жінок Кріс Еверт також захистила титул чемпіонки Франції. Для неї це була 10-а перемога в мейджорах.

## Результати фінальних матчів

### Дорослі
| Одиночний розряд. Чоловіки |                                  |                    |
| Бйорн Борг                 | Вітас Ґерулайтіс                 | 6–4, 6–1, 6–2      |
|                            |                                  |                    |
| Одиночний розряд. Жінки    |                                  |                    |
| Кріс Еверт                 | Вірджинія Рузічі                 | 6–0, 6–3           |
|                            |                                  |                    |
| Парний розряд. Чоловіки    |                                  |                    |
| Віктор Амая Генк Пфістер   | Браян Готтфрід Рауль Рамірес     | 1–6, 6–4, 6–4, 6–3 |
|                            |                                  |                    |
| Парний розряд. Жінки       |                                  |                    |
| Кеті Джордан Енн Сміт      | Іванна Мадруга Адріана Віллагран | 6–1, 6–0           |
|                            |                                  |                    |
| Мікст                      |                                  |                    |
| Енн Сміт Біллі Мартін      | Рената Томанова Станіслав Бірнер | 2–6, 6–4, 8–6      |
|                            |                                  |                    |